# Star Trek: Rebelia
Star Trek: Rebelia (ang. Star Trek: Insurrection) – dziewiąty film pełnometrażowy z serii Star Trek. Film został wyprodukowany przez Paramount Pictures w 1998 roku, w reżyserii Jonathana Frakesa. Picard i jego załoga muszą podjąć decyzję czy pójść za głosem serca, sprzeciwić się rozkazom i uratować niewinne istoty oraz planetę, które mogą zostać zniszczone z winy Federacji.

## Obsada
- Patrick Stewart – kapitan Jean-Luc Picard
- Jonathan Frakes – komandor William T. Riker
- Brent Spiner – komandor porucznik Data
- LeVar Burton – komandor porucznik Geordi La Forge
- Michael Dorn – komandor porucznik Worf
- Gates McFadden – doktor Beverly Crusher
- Marina Sirtis – komandor porucznik Deanna Troi
- F. Murray Abraham – Adhar Ru’afo
- Donna Murphy – Anij
- Anthony Zerbe – admirał Matthew Dougherty
- Stephanie Niznik – Ensign Kell Perim
- Daniel Hugh Kelly – Sojef
- Gregg Henry – Gallatin
- Michael Welch – Artim

## Fabuła
Do 2375 roku Enterprise został całkowicie wyremontowany i został wysłany na serię misji dyplomatycznych, mających na celu wzmocnienie pozycji Federacji w obliczu wojny z Dominium. Podczas jednej takiej misji kapitan Picard odebrał transmisję od admirała Doughterty'ego, który poinformował go, że komandor Data doznał uszkodzenia i wziął do niewoli połączoną grupę obserwatorów Gwiezdnej Floty i rasy zwanej Sona na planecie zamieszkanej przez rasę Ba'ku.
Jak się okazało, Data został uszkodzony przez Sona, ponieważ odkrył dowód ich spisku z admirałem, mającym na celu relokację Ba'ku i zebranie promieniowania metafazowego z pierścieni otaczających planetę. Promieniowanie to miało bowiem właściwości odmładzające, które admirał Doughterty miał nadzieję wykorzystać dla dobra Federacji. Okazało się jednak, że Sona i Ba'ku to jedna i ta sama rasa, a zamiarem Sona była zemsta na Ba'ku i pozbawienie ich wpływu promieniowania.
Enterprise pod dowództwem komandora Rikera został wysłany poza obszar działania promieniowania, by nawiązać kontakt z Gwiezdną Flotą, natomiast Picard z garścią ochotników pozostał na planecie, by bronić Ba'ku przez wysiedleniem. Enterprise pokonał w czasie lotu dwa krążowniku Sona, odnosząc lekkie uszkodzenia oraz tracąc rdzeń warp (użyty do zamknięcia wyrwy podprzestrzennej wywołanej przez krążowniki) i jacht kapitański, którego Data użył do obrony Ba'ku.